# Service Delivery Platform
Eine Service Delivery Platform (SDP) stellt Applikationen bestimmte Dienste (Services) als einheitliche Programmierschnittstelle zur Verfügung. Sie stellt einen Teilbereich der Next Generation Networks dar.

## Beschreibung

Service Delivery Platform

Eine moderne Dateninfrastruktur besteht im Bereich mobiler Dienste unter anderem aus SMS-Center, MMS-Center, Streaming-Server, Audio- und Video-Server. Die Grundlage dieser Dateninfrastruktur bilden die Enabling Services. Dazu werden Ressourcen der Infrastruktur wie Billing Gateways, Payment Gateways, Messaging Gateways oder Standortbezogene Dienste benötigt. Um Applikationen aus den Bereichen M- und E-Commerce, Informations- und Entertainment-Dienste implementieren zu können, werden standardisierte Programmierschnittstellen sowie Schutz- und Sicherheitsmechanismen benötigt. Diese werden durch Enabling Services bereitgestellt. Für eine effektive Konzeption, Realisierung und Operation dieser Services müssen leistungsfähige Komponenten bereitgestellt werden. Sie bilden die Basis innovativer Service Delivery Plattformen.
Eine solche SDP wird somit zur Schnittstelle zwischen den Anwendungen und der Dienstinfrastruktur auf Basis der Operations Support System (OSS) und Business Support System (BSS). Dabei besteht das OSS aus Systemen, die es ermöglichen, Netze und Dienstinfrastruktur zu planen, analysieren, überwachen, erweitern, warten und entstören. Ein BSS bietet Funktionen, die logisch über dem OSS angesiedelt sind, wie Rechnungswesen, Customer-Relationship-Management, Billing, Content-Management, Content Delivery, digitale Rechteverwaltung, Fraud Management, Provisioning, Rating und Service Aktivierung.
Zur Vereinheitlichung ihrer Infrastruktur führen Netzbetreiber und insbesondere Mobilfunkgesellschaften seit dem Jahr 2000 vorhandene Enabling Services zu den Service Delivery Plattformen zusammen. Treiber für diese Entwicklung sind immer schneller voranschreitende Anforderungen durch Innovation, Mobilität, Miniaturisierung und verbesserte Interaktion.
Mit einer SDP kann der Zugriff auf die Kernelemente eines Netzes vereinheitlicht werden, somit werden Entwicklungen neuer Dienste vereinfacht und ein schnellerer und effizienterer Innovationszyklus wird erreicht.

## Liste von Service Delivery Plattformen
- Appium’s XWay – eine in Java programmierte SDP, die eigentlich nur einen Application Server bietet. Allerdings enthält die eingeschränkte Variante für Entwickler – GBox genannt – einen einfachen Netz-Simulator (NSim). Mit NSim ist es möglich, Parlay-basierte Telekommanwendungen zu entwickeln und zu testen. NSim unterstützt allerdings nicht alle Parlay-Schnittstellen – und einige nur unvollständig. Die GBox ist ab Version 4.0 auf Linux als auch auf Windows lauffähig und stellt Plugins für Eclipse bereit, die einen einfachen Einstieg ermöglichen sollen.
- Mobicents – ein Open Source JAIN SLEE Projekt.
- Rhino – Kommerzielles JAIN SLEE Projekt von Open Cloud
- Convergent Service Platform – Kommerzielles JAIN SLEE Projekt von jNetX